# Teorema de Hurwitz (teoría de números)
En teoría de números, el teorema de Hurwitz, llamado así en honor a Adolf Hurwitz, proporciona una acotación en una aproximación diofántica. El teorema expresa que para todo número irracional ξ hay infinitos números racionales m/n tales que
{\displaystyle \left|\xi -{\frac {m}{n}}\right|<{\frac {1}{{\sqrt {5}}\,n^{2}}}.}
La hipótesis de que ξ es irracional no puede ser omitida. Es más, la constante {\displaystyle \scriptstyle {\sqrt {5}}} es la mejor posible; si se reemplaza {\displaystyle \scriptstyle {\sqrt {5}}} por cualquier otro número {\displaystyle \scriptstyle A>{\sqrt {5}}} y se permite que {\displaystyle \scriptstyle \xi =(1+{\sqrt {5}})/2} (el número áureo) entonces, sólo existe un número finito de números racionales m/n tales que la fórmula de arriba se cumpla.